# Nintendo Wi-Fi Connection
Nintendo Wi-Fi Connection (japanska: ニンテンドーWi-Fiコネクション Hepburn: Nintendō Wi-Fi Konekushon?) var en internettjänst och spelportal som gjorde det möjligt för användarna av Nintendo DS och Wii att kostnadsfritt spela med andra spelare via internet. Nintendo valde att inte ta betalt av användarna för nyttjande av tjänsten; tredjepartsutvecklare kunde däremot själva bestämma om de önskade ta betalt eller inte. Spelens online-uppkoppling upphörde den 20 maj 2014. Det finns dock enstaka spel som fortfarande går att spela online.

## Anslutning

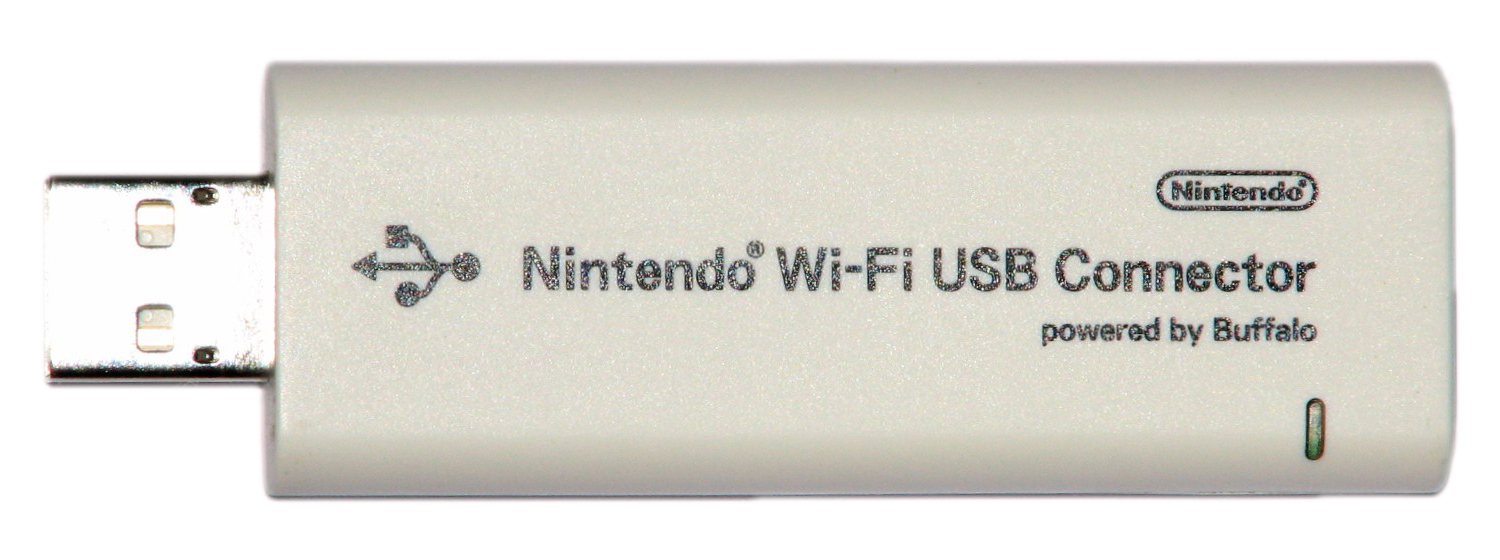
Nintendo Wi-Fi USB Connector.

Nintendo DS kan kommunicera med andra trådlösa enheter som har stöd för IEEE 802.11 vilket inkluderar vissa hotspots, trådlösa routrar och andra Nintendo DS-enheter. Det gick också att ansluta till tjänsten genom att använda en Nintendo Wi-Fi USB Connector kopplad till en USB-port på en dator som har internetanslutning. Med hjälp av tillbehöret kunde upp till fem spelare dela på en anslutning. För att använda den officiella adaptern från Nintendo krävdes en PC med operativsystemet Windows XP eller Windows Vista. Ett oberoende operativsystem med stöd för Nintendo Wi-Fi USB Connector var version 3.9 av OpenBSD. Exempel på Wii-titlar som använde sig av internetanslutning är Mario Strikers Charged Football, Pokémon Battle Revolution, Guitar Hero och Mario Kart Wii.
Vid anslutning till ett trådlöst nätverk visades tre olika symboler beroende på nätverksstatus. Ett grönt lås betydde att nätverket inte behövde en WEP-nyckel, ett rött lås betydde att en WEP-nyckel behövdes och ett grått lås kan inte användas av Nintendo DS. Hamburgerrestaurangerna McDonald's och Max erbjöd under en tid gratis uppkoppling där tjänsten tillhandahölls på McDonalds av The Cloud i Sverige, Norge och Storbritannien och gällde endast spel, inte webbläsaren Nintendo DS Browser.

### Fler sätt att ansluta
Att använda detta tillbehör är inte det enda sättet för spelare att ansluta till varandra via internet. Det går även att koppla upp en Nintendo DS med hjälp av tillbehöret WiFi MAX från Datel. Nintendo Wii och Nintendo DS kan även ansluta till vanliga WLAN-nät. Nintendo DS kan bara använda sig av WEP-kryptering och inte WPA eller liknande.